# Cumberland (Kentucky)
Cumberland és una població dels Estats Units a l'estat de Kentucky. Segons el cens del 2000 tenia 2.611 habitants.

## Demografia
Segons el cens del 2000, Cumberland tenia 2.611 habitants, 1.076 habitatges, i 723 famílies. La densitat de població era de 220,1 habitants/km².
Dels 1.076 habitatges en un 31,4% hi vivien nens de menys de 18 anys, en un 46,7% hi vivien parelles casades, en un 16,8% dones solteres, i en un 32,8% no eren unitats familiars. En el 31% dels habitatges hi vivien persones soles el 14,1% de les quals corresponia a persones de 65 anys o més que vivien soles. El nombre mitjà de persones vivint en cada habitatge era de 2,35 i el nombre mitjà de persones que vivien en cada família era de 2,95.
Per edats la població es repartia de la següent manera: un 25,5% tenia menys de 18 anys, un 9,2% entre 18 i 24, un 25,5% entre 25 i 44, un 22,1% de 45 a 60 i un 17,7% 65 anys o més.
L'edat mediana era de 38 anys. Per cada 100 dones de 18 o més anys hi havia 82,6 homes.
La renda mediana per habitatge era de 15.929 $ i la renda mediana per família de 22.365 $. Els homes tenien una renda mediana de 34.327 $ mentre que les dones 13.750 $. La renda per capita de la població era de 9.835 $. Entorn del 31,5% de les famílies i el 38,7% de la població estaven per davall del llindar de pobresa.

## Poblacions més properes
El següent diagrama mostra les poblacions més properes.